# Plagodis passetii
Plagodis passetii là một loài bướm đêm trong họ Geometridae.